# Turbigo
Turbigo est une commune italienne de la ville métropolitaine de Milan, en Lombardie.

## Géographie

#### Cartographie interactive(cliquer pour afficher)
Elle est située le long du canal Naviglio Grande et fait partie du regroupement de communes du Parc lombard de la Vallée du Ticino.

## Histoire
Lors de la campagne d'Italie de 1859, c'est à Turbigo que, la veille de la bataille de Magenta, les troupes françaises passèrent le Tessin sur un pont de barques de 180 mètres après la destruction du pont de Boffalora sopra Ticino par les Autrichiens.
La rue de Turbigo à Paris conserve le souvenir de ce fait d'armes.

## Administration
| Période                                  | Période     | Identité             | Étiquette     | Qualité |
| ---------------------------------------- | ----------- | -------------------- | ------------- | ------- |
| 14 mai 2001                              | 30 mai 2006 | Laura Mira Bonomi    |               |         |
| 30 mai 2006                              | 30 mai 2011 | Christian Garavaglia |               |         |
| 30 mai 2011                              | En cours    | Christian Garavaglia | Centro-destra |         |
| Les données manquantes sont à compléter. |             |                      |               |         |

### Communes limitrophes
Castano Primo, Cameri (NO), Robecchetto con Induno, Galliate (NO).